# Khasab

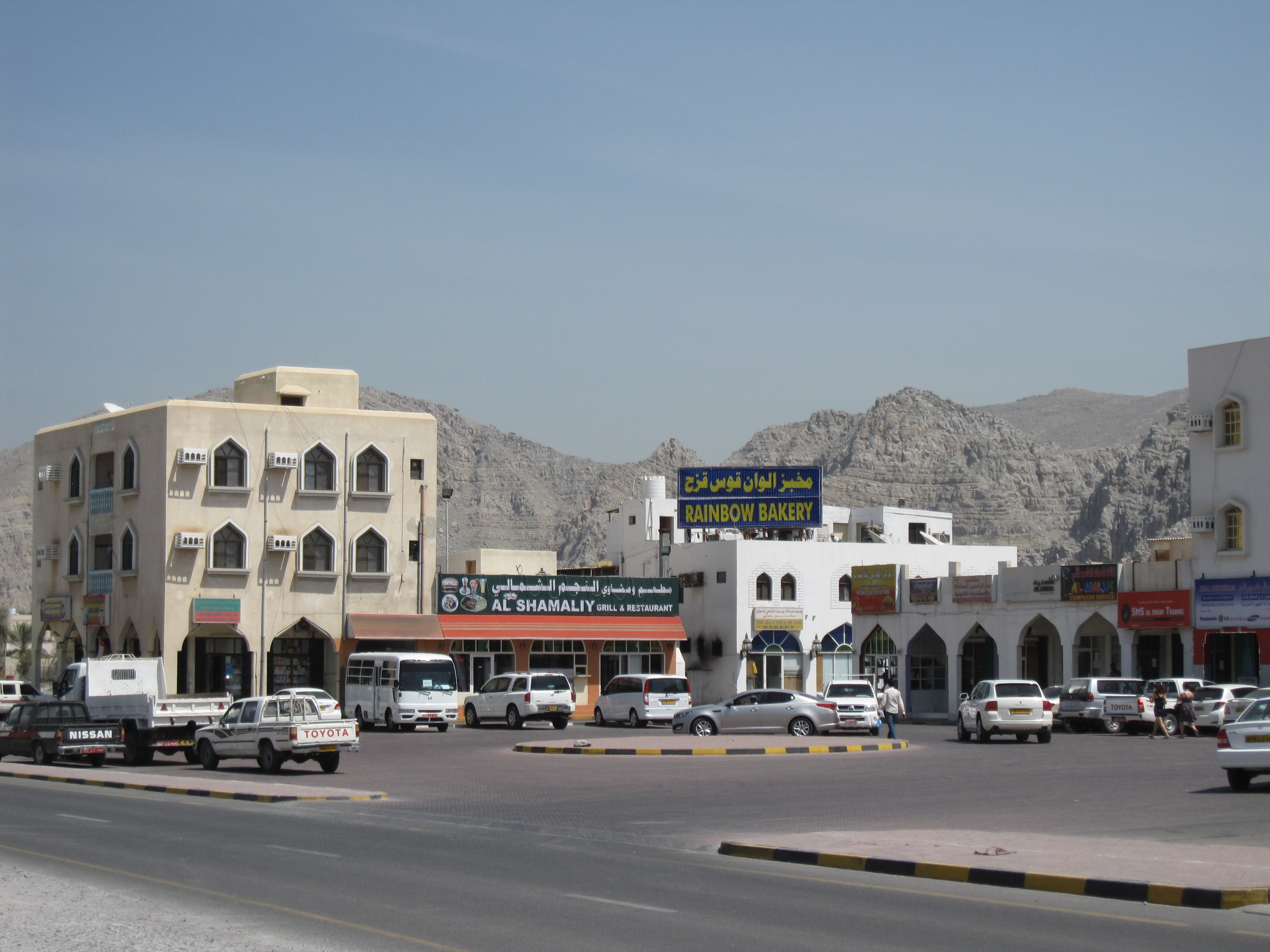
Stora torget i Khasab

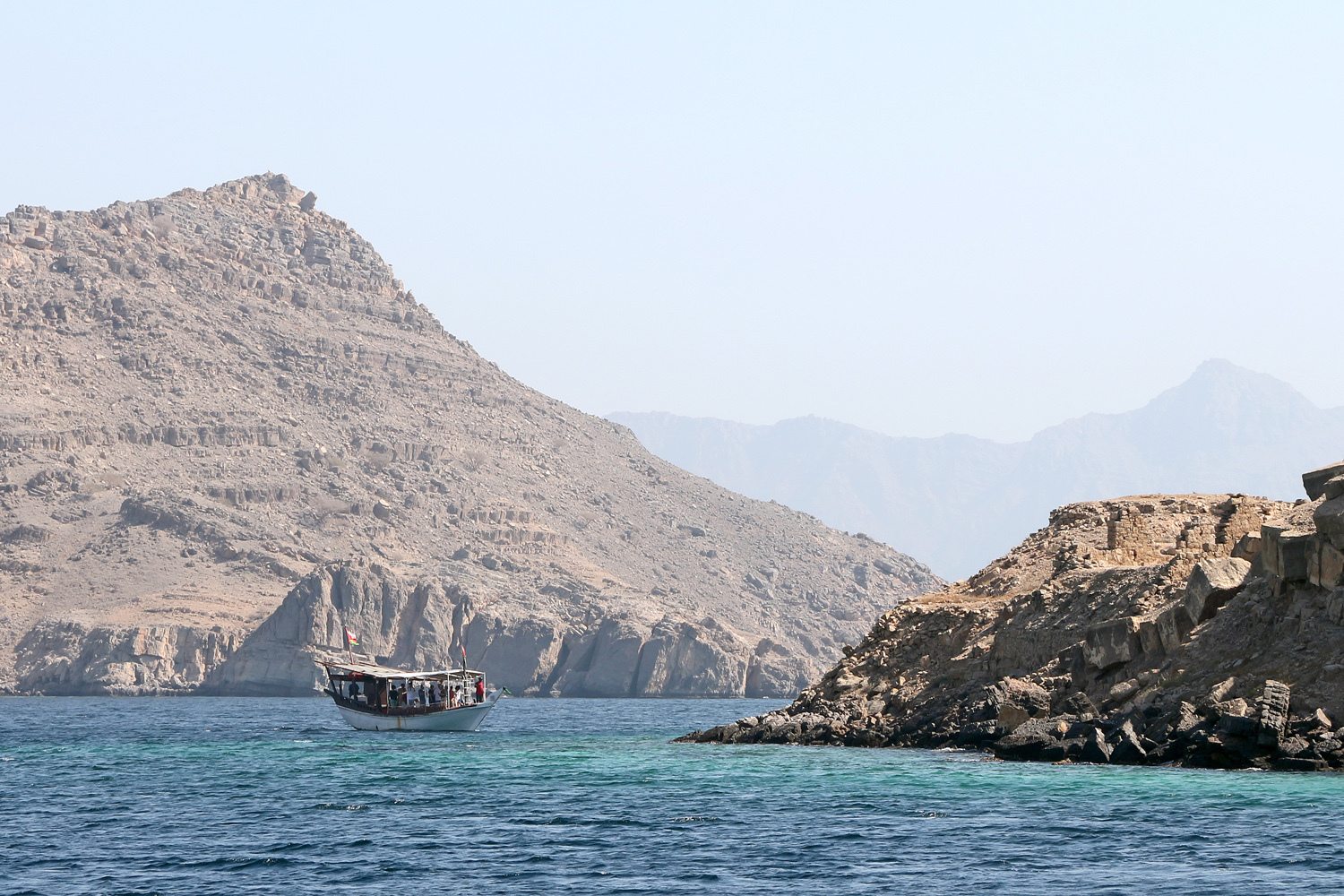
Dhow vid Khasab

Khasab är en stad i Oman, och huvudort i provinsen Musandam. Staden byggdes runt ett fort, av portugiserna på 1600-talet. De använde det som en plats för proviantering.
I kvarteret Harat al-Kumzari (i staden Khasab) och i norra delen av provinsen, runt fiskebyn Kumzar talas kumzari, det enda iranska språk som enbart talas på den arabiska halvön.
Man kan ta sig till staden med bil via kustvägen, med anslutning till den emiratiska motorvägen E11. Det är också möjligt att flyga hit från Muskat med ett av Oman Airs propellerplan.

## Bildgalleri

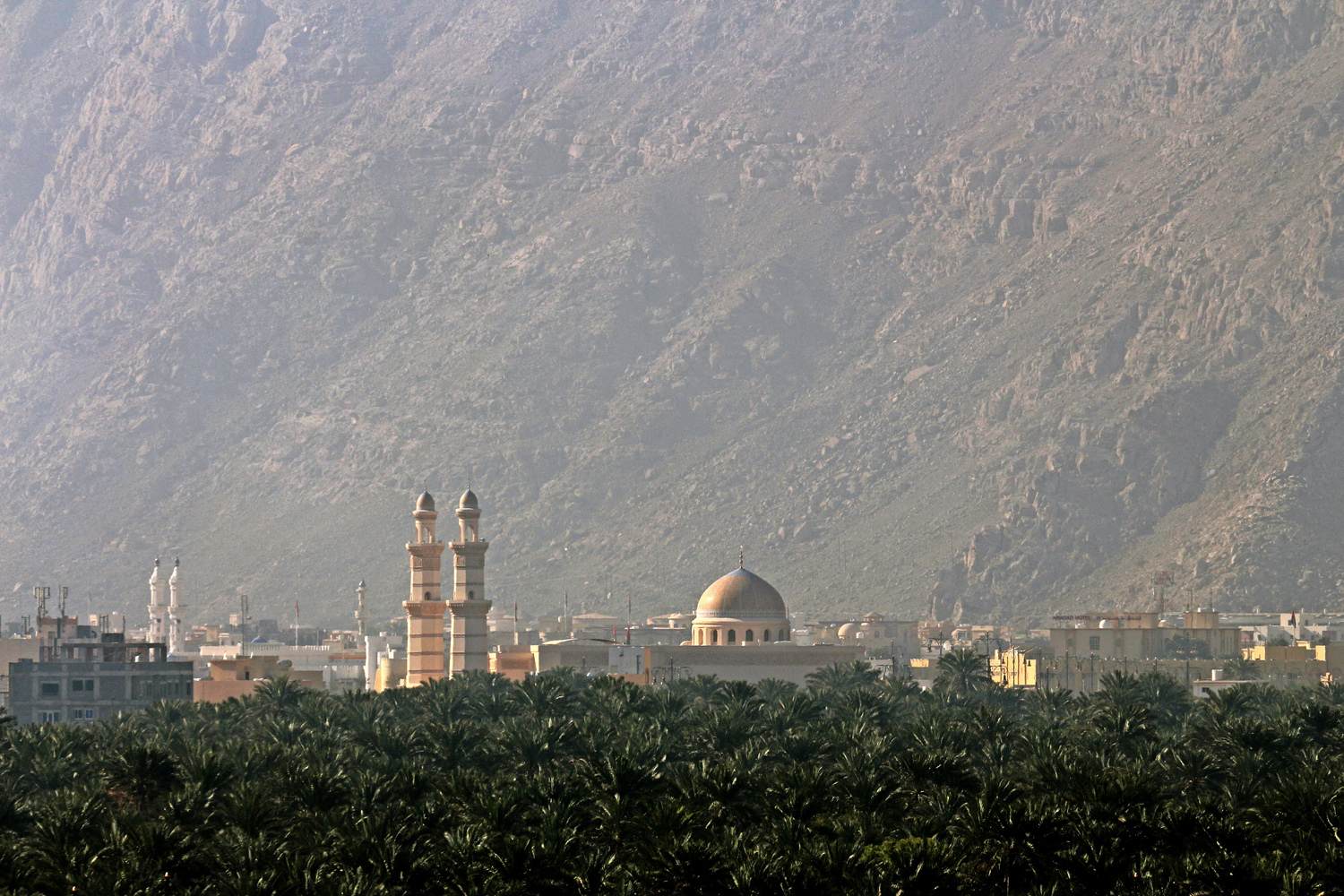
Panorama
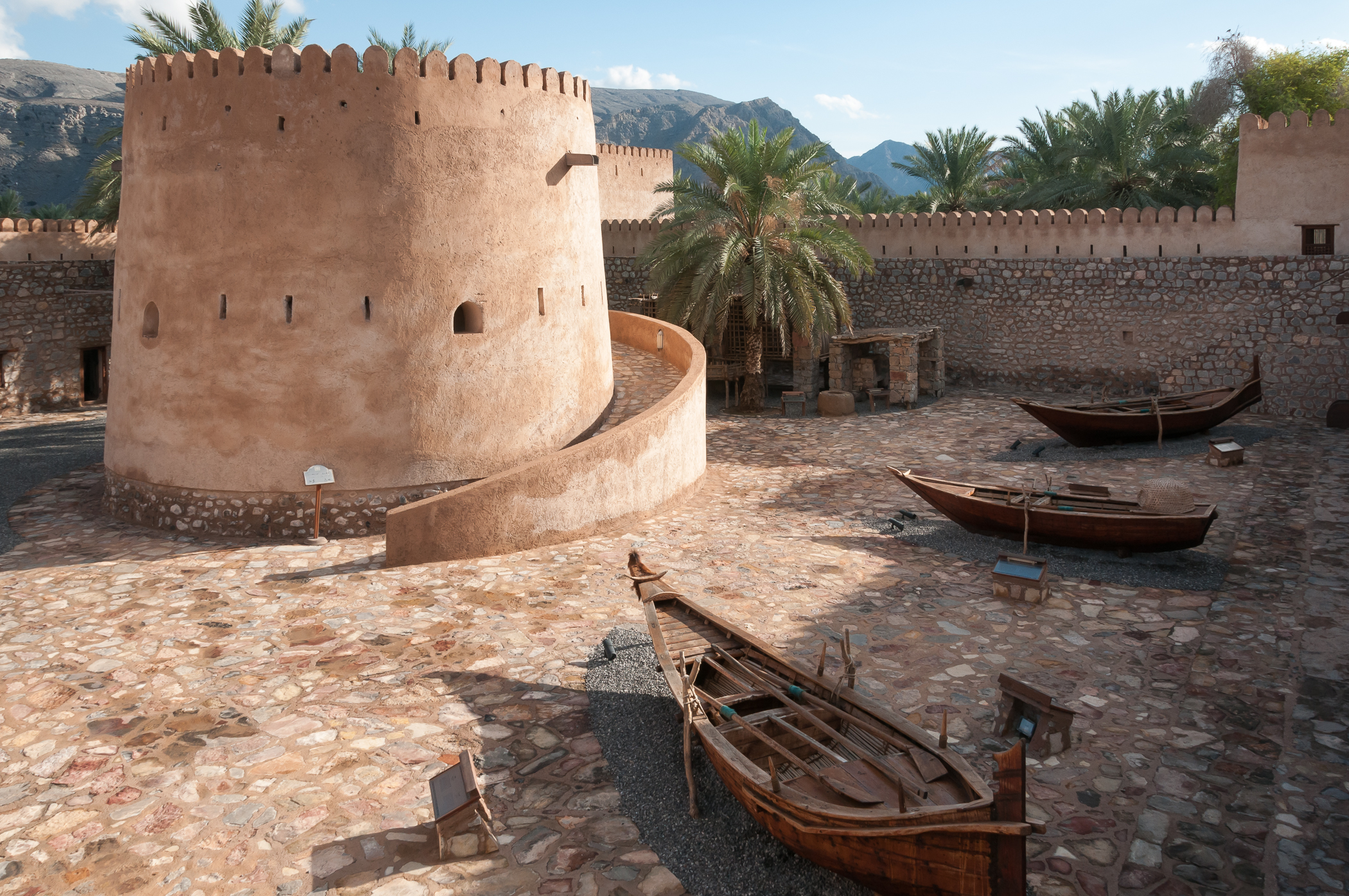
Fortet
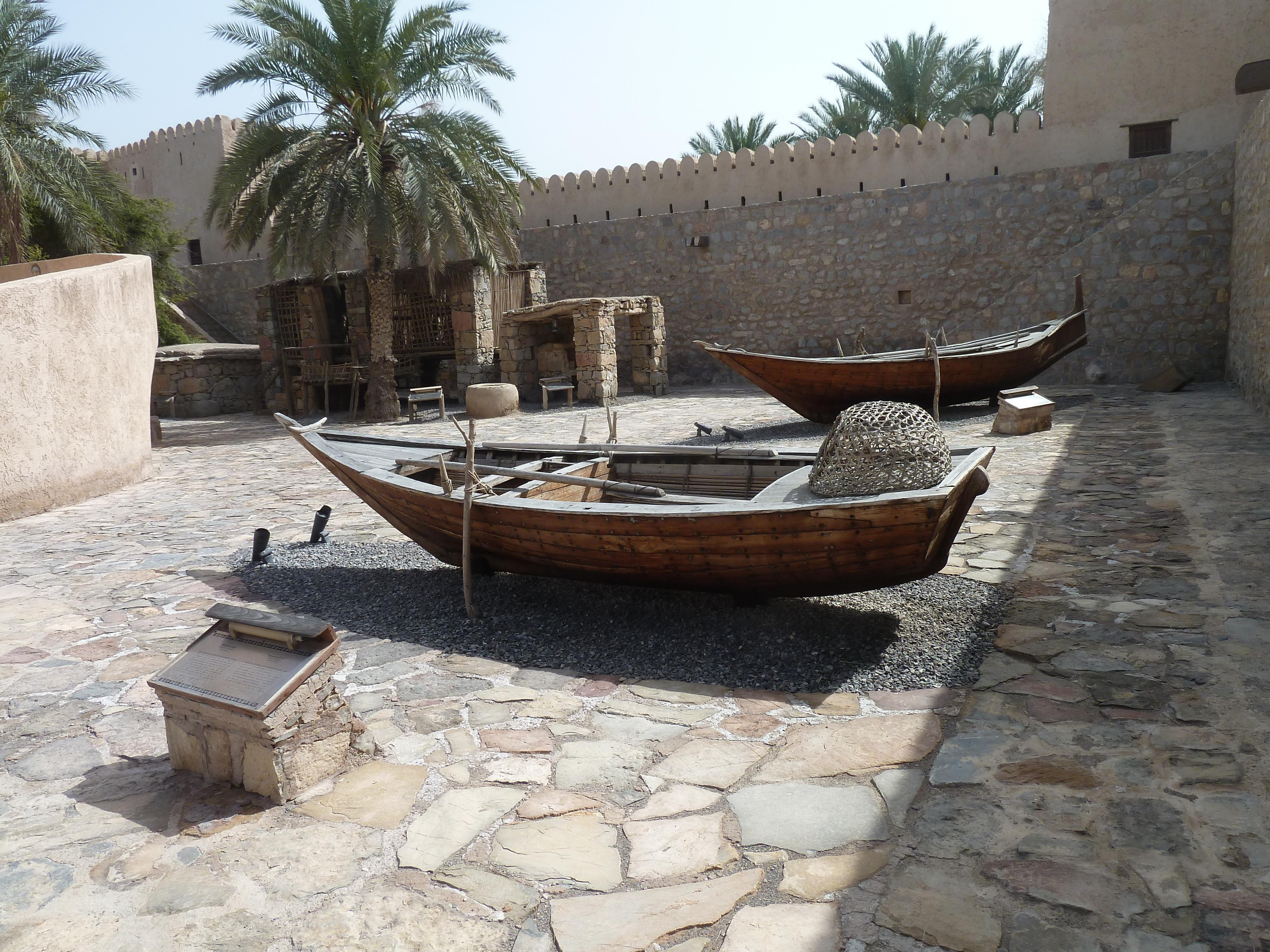
Interiör av fortet
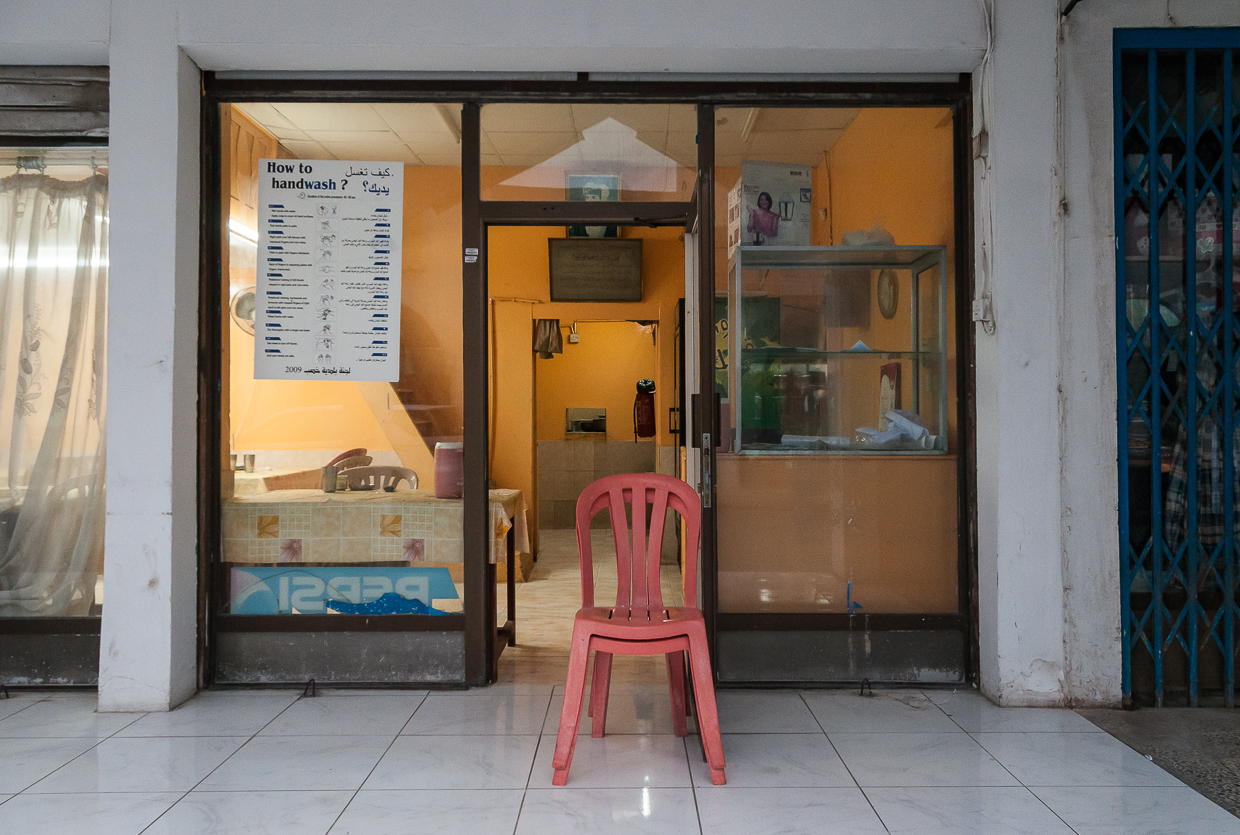
Kafé i Khasab
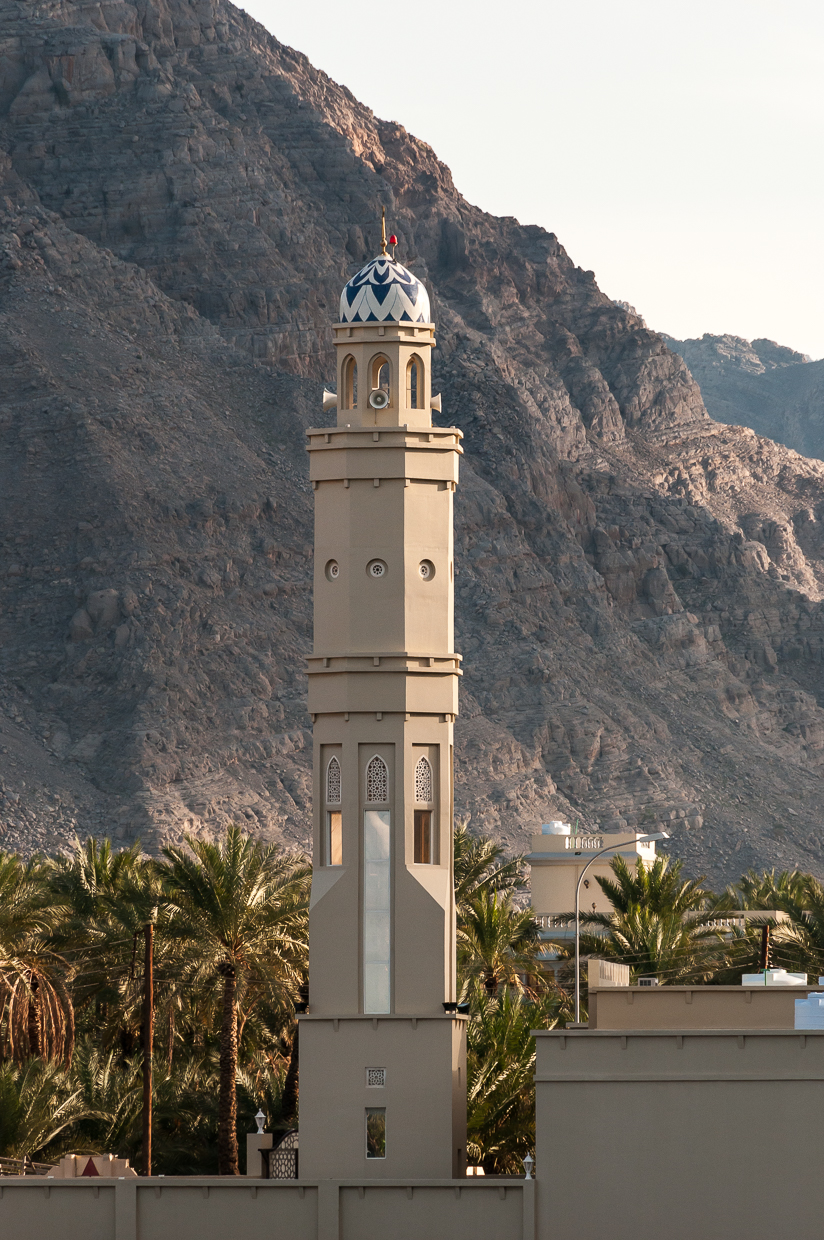
Moské
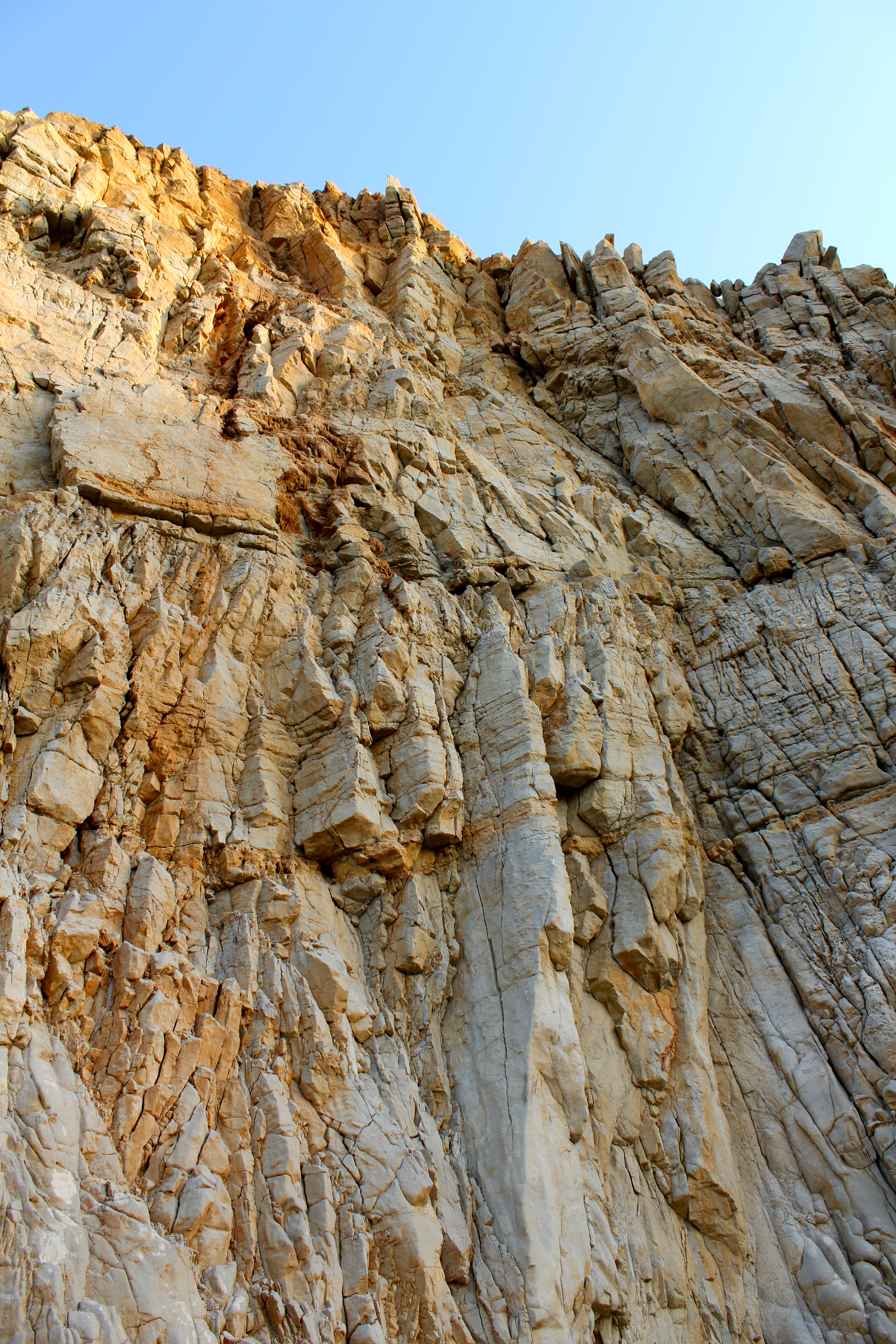
Klippor
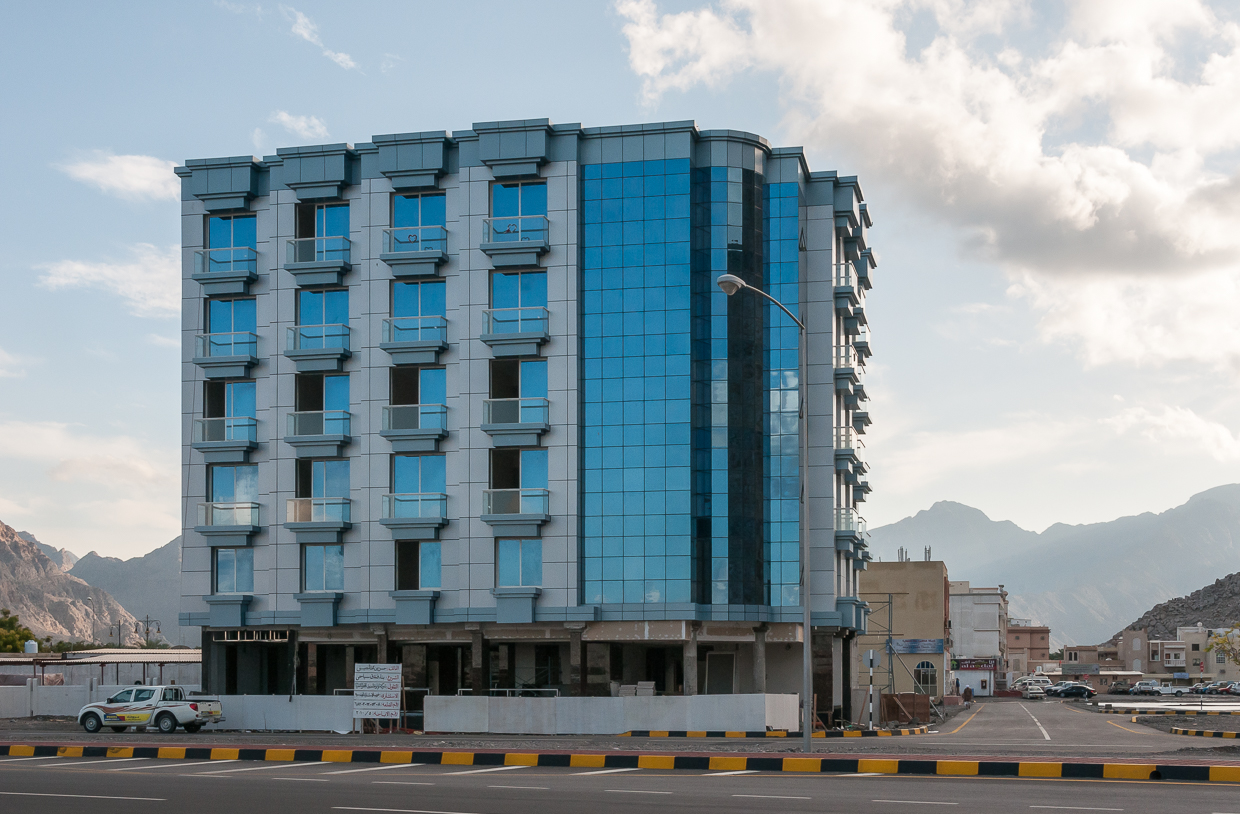
Hotell Diwan Al Amir
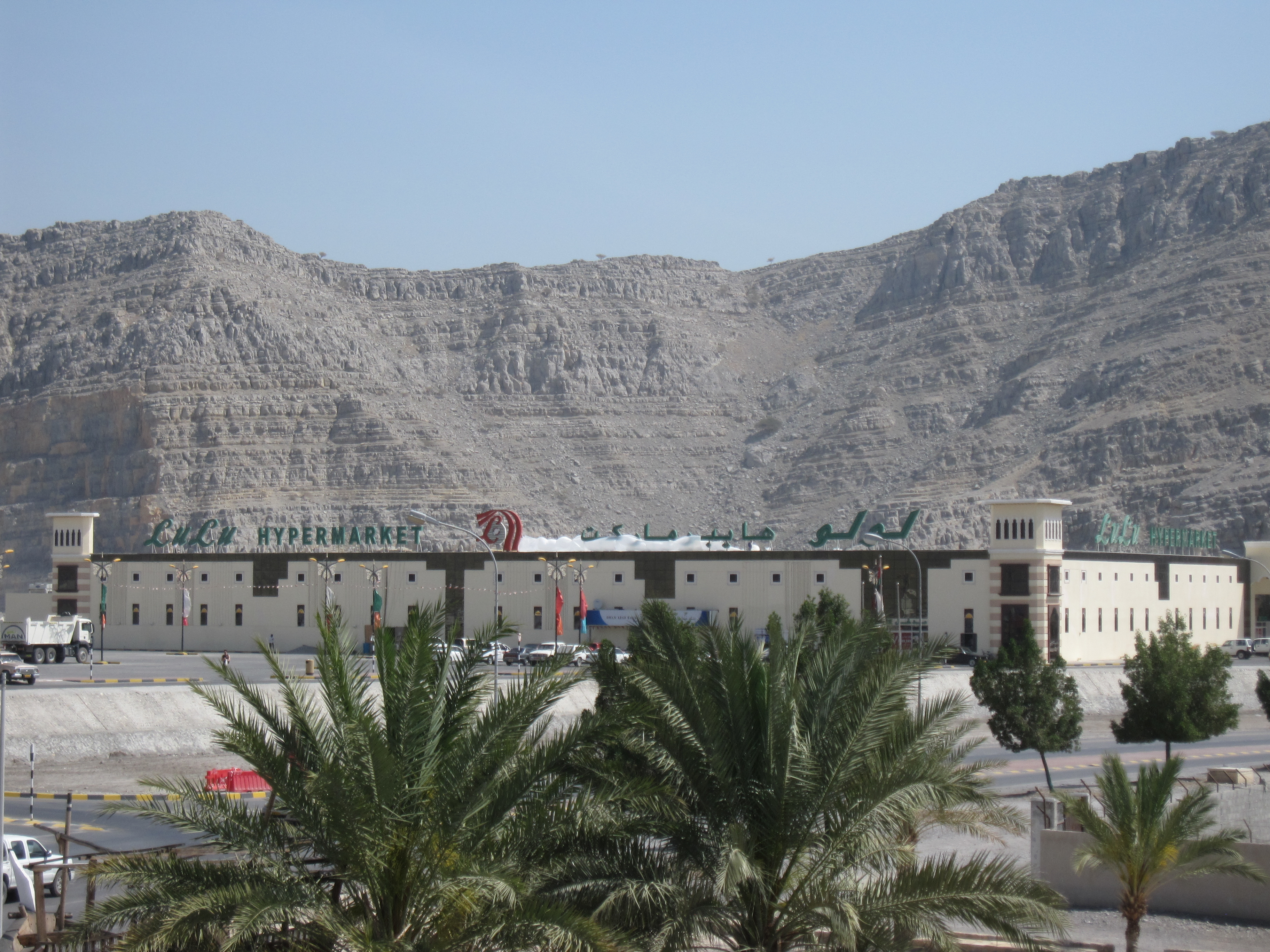
Lulu Hypermarket